# Joseph de Boniface de La Môle
Joseph Boniface, Senhor de la Môle é filho de Jacques Boniface, Senhor de la Môle e de Colobrières, originário da cidade de Marselha. Em 1574, foi implicado na conjuração dos "Malcontents" ("Descontentes", em português), destinada a retirar do poder o Rei Carlos IX da França, gravemente doente e instalado no Castelo de Vincennes, em benefício de seu irmão Francisco, duque de Alençon, e em detrimento de seu outro irmão, Henrique. Acusado de ter atentado contra a vida de Carlos IX, através de uma figura de cera espetada com alfinetes, fornecida pelo astrólogo e perfumista Côme Ruggieri, foi submetido à tortura, condenado à morte e executado na Praça de Grève, em Paris, com o outro acusado, Annibal de Coconas..

## Literatura
Alexandre Dumas inspira-se na vida deste personagem que se torna Hyacinthe de la Mole no romance "A Rainha Margot".
Boniface de La Mole é também citado no romance O Vermelho e o Negro, do autor francês Sthendal